# Петко Петков (кмет на Кюстендил)
Вижте пояснителната страница за други личности с името Петко Петков.
Петко Ал. Петков е български политик, партиен и стопански деец, АБПФК.

## Биография
Роден е на 11 февруари 1920 година в град Радомир. Завършва право в Софийския университет (1943). Член на РМС от 1944 г. През 1944 г. избягва при гръцките партизани, а по-късно участва в Отечествената война. След войната е секретар на РМС в Радомир (1945). Член на БКП от 1946 г. Работи в ГК на БКП в Кюстендил (1946 – 1948), секретар на ГК на БКП (1948 – 1950).
Председател на Изпълнителния Комитет на Градския Общински Народен съвет на Кюстендил (11 октомври 1950 – 30 август 1955). През кметуването му се извършва благоустрояване на градския площад, прокарва се водопровод от с.Гърляно за Кюстендил. Обогатява се градския музей с експонати, театърът става държавен, създава се музикална школа.
През 1955 – 1959 г. е заместник-председател на Окр. НС – София. Директор на предприятие за материално-техническо снабдяване и ръководител на Обединение към Министерството на химическата промишленост (до 1974) От 1974 г. до 1980 г. е съветник в Министерския съвет и служител в НАПС. Носител на орден „Девети септември 1944 г.“, ІІ ст. и „Народен орден на труда“, златен.